# 劉長春

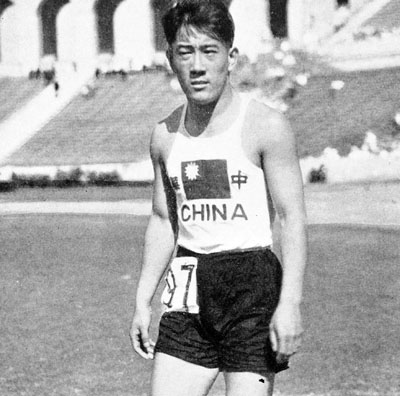
劉長春（1932年）

劉 長春（りゅう ちょうしゅん、1909年10月13日 - 1983年3月21日）は、中国の陸上競技選手（短距離走）。1932年ロサンゼルスオリンピックに、中国初のオリンピック代表選手として出場した。

## 人物・来歴
遼寧省の大連出身。奉天（現・瀋陽）の東北大学体育科に進学し、短距離選手として頭角を現した。中国では同じ短距離選手で上海出身の程金冠と「北劉南程」と並び称された。

### ロサンゼルスオリンピックへの参加
1932年のロサンゼルスオリンピックについて、当時の中華民国国民政府は参加しない方針であった。日本の傀儡国家で建国間もなかった満洲国は、満洲国体育協会からオリンピックの組織委員会に対し、5月20日に劉と中距離選手の于希渭（謂）の2名を参加させたいという公文および電報を送った。
この参加構想が満洲国政府系の新聞を通じて報じられると、劉は「中国人として、決して傀儡国家である満洲国の代表としてオリンピックに出場することはしない」と表明した。その上で中国を代表してロサンゼルスオリンピックに参加する意欲を示した。
しかし、国民政府から派遣費用の拠出を得られず、参加が危ぶまれる事態となった。劉の在学していた東北大学体育系主任の郝更生が、劉および同行する教授の宋君復の遠征費用として1600ドルを友人から集めて、6月24日にようやく参加の申請が行われた。劉は東北大学を卒業後、7月8日に上海からアメリカの客船ウィルソン号で出発した。21日間の航海の後、7月29日にロサンゼルスに到着する。オリンピックはその翌日の7月30日に正式に開幕し、劉は選手1名の「急ごしらえ」の選手団として8番目に入場行進を行った。
7月31日に陸上競技が開始され、劉は100mの予選第2組に出場するが、5人中5位で予選落ちとなった。劉は日記に「ゴールではトップのランナーとは4ヤードの差があり、トップの選手は10秒9であったが自分は大体11秒前後であった。今までの競技会では80mまで他のランナーに追いつかれることはなかったが、今回は60m手前で先行を許した。よい結果を残せなかったのは、アメリカに来るまでの1ヶ月にわたる長旅による疲労と、旅行中の運動不足が原因である」と記した。劉はほかに200mと400mにもエントリーしていたが、疲労のため400mへの出場を断念した。200mでも予選敗退であった。劉は8月21日にアメリカを離れて9月16日に上海に帰着し、上海市民から温かい歓迎を受けた。

### その後
帰国後は北平（現・北京）で避難生活を送る。帰国翌月の10月10日に開封で開催された第16回華北運動会では、遼寧省代表を組織した。満洲事変後中国で最初の大規模な競技会となったこの大会に、遼寧省の代表は本来参加資格がなかったが、当時の河南省主席の計らいで参加が実現したものだった。劉は閉会の辞で民族団結を訴えるスローガンを掲げた。翌1933年10月の第5回全国運動会では100mに10秒7、200mに22秒の中国記録で優勝を飾った。この大会でも劉ら東北出身の選手の姿は観客に感銘を与えた。
劉は1936年のベルリンオリンピックにも100m・200m・4x100mリレーの中国代表として参加したが、やはり28日間の航海のため体力を消耗し、予選落ちの結果に終わった。劉は「弱い国には外交と体育がない」と嘆いた。
1930年代以降、劉は体育学の教授・助教授・講師として東北大学・北京師範大学・東北中正大学・大連理工大学（当時は大連工学院）で教職に就いた。戦後は30年にわたり大連工学院の教授を務めた。このほか、多くのスポーツ関係の役職を歴任した。
- 1964年、全国体育総会の第四期理事に選出される。後に終身理事となった。
- 1978年に中国人民政治協商会議のメンバーとなった。
- 中国オリンピック委員会副主席。

劉は『陸上競技指導法』（田徑指導法）、『陸上競技審判技法』（田徑裁判法）といった陸上関係の書籍も執筆した。
1983年2月に体の不調を訴えて入院し、3月21日に世を去った。
大連理工大学には劉を記念した「劉長春体育館」と胸像がある。2008年には大連市のオリンピック広場に走る姿をイメージした銅像が建立され、北京オリンピック直前の8月7日に完成した。

## エピソード
劉の子息によると、1981年のバレーボールワールドカップで中国女子チームが初優勝したときに劉は涙を浮かべていたという。劉は中国のスポーツ界について「オリンピックで優勝し、国旗を掲げて国歌が流されること」「中国でオリンピックが開催されること」の二つを願っていた。劉が亡くなった翌年のロサンゼルスオリンピックで中国チームは18個の金メダルを獲得した。劉の死去から25年後の2008年、中国は北京オリンピックの開催を実現した。北京オリンピックの聖火リレーに際しては子息の劉鴻亮がギリシアで、劉鴻図が瀋陽でそれぞれ聖火ランナーとして走っている 。

## 伝記映画
2008年5月、北京オリンピック記念映画として劉の伝記映画『一個人的奥林匹克』（訳: 『たった一人のオリンピック』、zh:一个人的奥林匹克）が中国で公開された（日本未公開）。